# Ammolit
Ammolit ist ein seltener opaleszierender Schmuckstein. Er wird hauptsächlich an den östlichen Hängen der Rocky Mountains gefunden und besteht aus den fossilen Überresten von Ammoniten. Ammolit wird auch unter den Handelsnamen Calcentin oder Korit angeboten. In den Sprachen der dort einheimischen Blackfoot-Indianerstämme wird der Stein Aapoak (kleiner, kriechender Stein in der Sprache der Kainai aufgrund des Farbspiels) oder Iniskim („Büffelstein“) genannt.

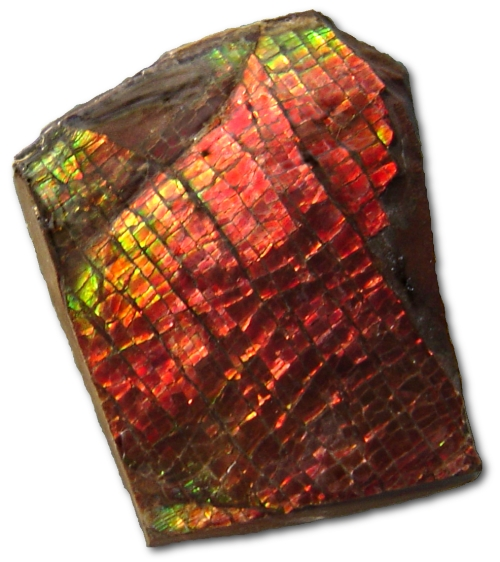
Unbehandelter Ammolit mit Risstextur auf ursprünglicher Matrix, nass in natürlichem Licht

## Entstehung

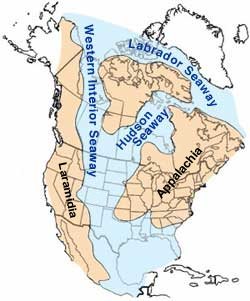
Karte Nordamerikas während der mittleren Kreidezeit

Während der Kreidezeit befand sich in Nordamerika ein großes subtropisches Binnenmeer, der Western Interior Seaway. Durch die Kontinentaldrift faltete sich der jüngere Teil der Rocky Mountains auf, während das Meer allmählich verschwand. In diesem warmen Meer lebten unter anderen die Ammoniten Placenticeras meeki und Placenticeras intercalare und seltener Baculites compressus.
Deren Schalen sanken nach dem Tod auf den Meeresboden ab und wurden durch Ton (Bentonit) bedeckt. In diesen Bentonit-Sedimentschichten wurden die Ammoniten größtenteils zerdrückt, die Schalen blieben aber erhalten. Diese Schalen bestanden teilweise aus Perlmutt, also feinen plättchenartigen Aragonit-Kristallen, die in einer Protein-Matrix eingebettet sind.
Bei den meisten versteinerten Schalen wurde der Aragonit herausgelöst, da er leichter löslich ist als beispielsweise Calcit im umgebenden Gestein. Die entstandenen Hohlräume wurden später häufig durch anderes Material wie Calcit oder seltener Pyrit gefüllt oder blieben hohl. Bei Temperaturen über 400 °C wandelte sich der instabilere Aragonit in den stabileren Calcit um. Daher sind Fossilien mit erhaltenem Aragonit besonders selten.
Bei den Ammonitengehäusen, aus denen Ammolit entstand, war der Vorgang allerdings etwas anders. Der Aragonit blieb erhalten, dies lag vor allem an der Bedeckung durch wasserundurchlässige Vulkanasche, die von Ausbrüchen der Vulkane der sich bildenden Rocky Mountains stammte. Gleichzeitig gerieten die ammonitenhaltigen Schichten in nicht zu große Tiefen, so dass sie sich nicht über 400 °C erhitzten. Während der Diagenese wanderten Spurenelemente wie Eisen und Magnesium in die Schalen ein.
Nur selten werden komplett gut erhaltene Ammoniten gefunden, bei denen die Lobenlinien noch zu sehen sind. Bis zu 90 cm große Ammoniten sind gefunden worden, aber üblicherweise sind die opaleszierenden Ammoniten sehr viel kleiner.

## Eigenschaften
Ammolit besteht hauptsächlich aus Aragonit, welches direkt aus dem ursprünglichen Perlmutt in den Schalen der Ammoniten stammt. Neben Aragonit kommen in variablen Anteilen Calcit, Quarzit, Pyrit und andere Mineralien vor. In der Schale selbst kommen eine Reihe von Spurenelementen vor (Aluminium, Barium, Chrom, Kupfer, Eisen, Magnesium, Mangan, Strontium, Titan und Vanadium).
Ammolit liegt (wie Aragonit) im rhombischen Kristallsystem vor, zeigt aber eine etwas größere Härte 4,5 bis 5,5 und Dichte 2,60 bis 2,85 g/cm³ als dieser. Ammolit ist optisch zweiachsig, die Brechungsindizes des kanadischen Materials (bei 589,3 nm, gelbes Natrium-Licht) sind: α 1,522; β 1,672 bis 1,673; γ 1,676 bis 1,679, und optisch negativ. Unter UV-Licht zeigen manche Ammolite eine senfgelbe Fluoreszenz.
Aufgrund der aus dem ursprünglichen Perlmutt erhaltenen Schichtstruktur des Aragonits zeigt sich eine Opaleszenz. Die entsteht durch die Interferenz in dünnen Schichten, wie in Seifenblasen oder Ölflecken, nicht durch eine Eigenfarbe oder Lichtbrechung. Die Farbe ist dabei von der Schichtdicke abhängig: dicke Schichten liefern rote und grüne Interferenzfarben, dünne Schichten liefern auch Blau- und Gelbtöne.
Wie die ursprüngliche Schale liegt der Ammolit nur in einer sehr dünnen (0,5–0,8 mm) Schicht vor, diese befindet sich meist auf einer grau-braunen Matrix aus Schiefer, Kalkmergel, oder Kalkstein. Durch überliegende Sedimentschichten wurde das Gestein zusammengedrückt, daher sind die Ammoniten meist zerquetscht, so dass sich zahllose Risse in der dünnen Schicht bilden. Diese Risstextur wird manchmal als Drachenhaut oder kirchenglasfensterartig beschrieben. Ammolit aus tieferen Schichten kann auch komplett glatt sein oder auch eine rippelartige Oberfläche zeigen.

## Fundorte

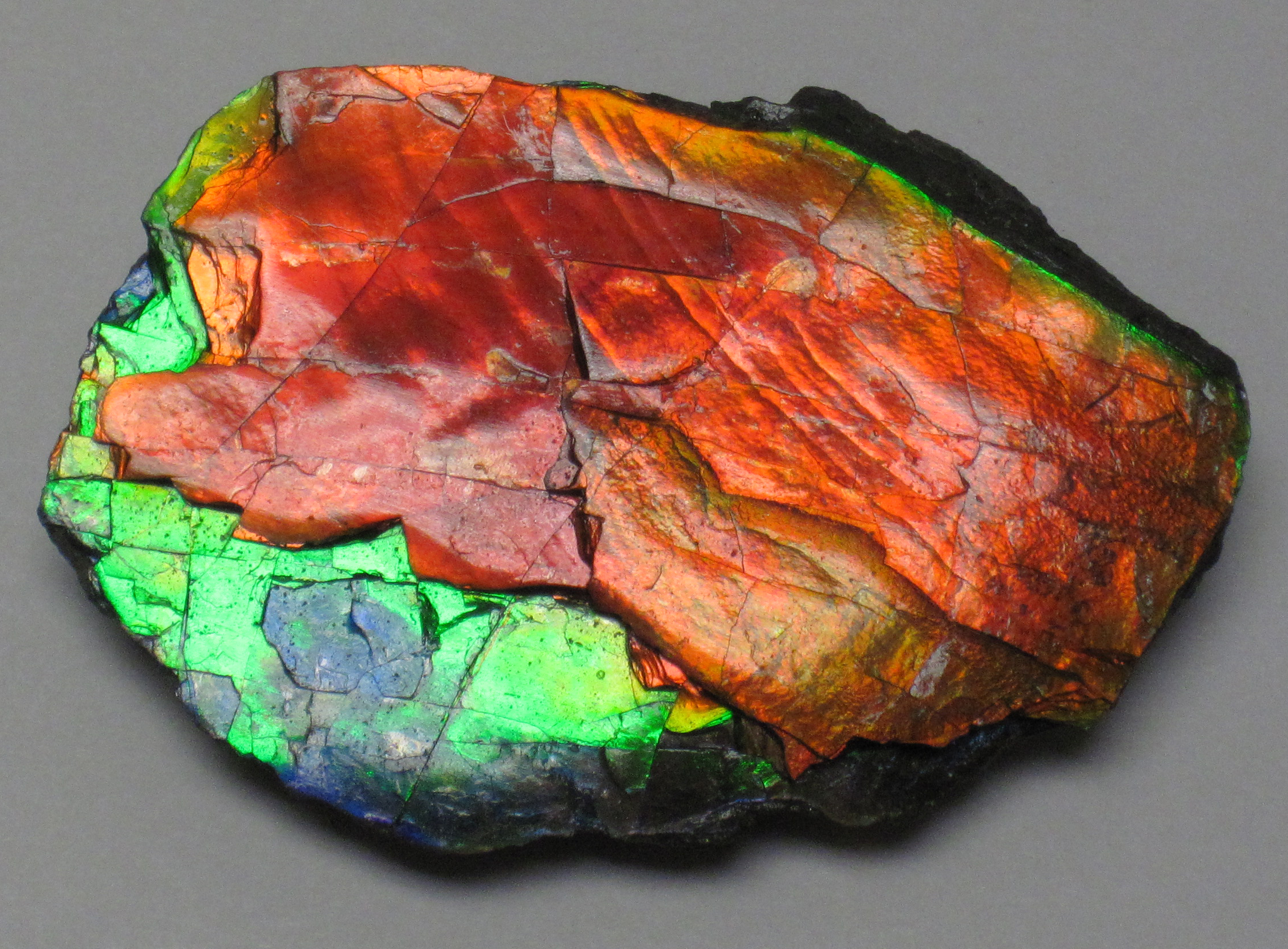
Opaleszierender Placenticeras aus dem Saint-Mary-Tal. Größte Breite 5,5 cm.

Ammolit wird hauptsächlich in der Bearpaw-Formation gefunden, die sich von den kanadischen Provinzen Alberta und Saskatchewan bis nach Montana in den USA erstreckt. Die besten Edelsteinqualitäten finden sich hier an den östlichen Hängen der Rocky Mountains in Südalberta.
Ein ähnliches Material ist Lumachella, ein Marmor aus versteinerten Muscheln und Schnecken, der in Italien und Österreich gefunden wird. Lumachella opalesziert nur teilweise und ist aufgrund des hellen Substrats nicht so brillant wie Ammolit. Der Marmor wird daher auch nicht oder nur sehr selten zu Schmuckzwecken genutzt. Wie anderer Marmor wird er in Mosaiken oder als Verkleidungsplatten verwendet.
Die meisten kommerziellen Bergbaubetriebe für Ammolit befinden sich im Tal des Saint Mary River, einem Nebenfluss des Oldman River, im Gebiet der Städte Cardston und Lethbridge. Von großer Bedeutung ist dabei das Reservat der Kainai-Indianer, wo ungefähr die Hälfte aller Ammolitablagerungen gefunden werden.
Auch auf Madagaskar, in Russland und Somerset/England kann Ammolit gefunden werden.

## Gewinnung im Kainah-Reservat
Die wichtigste Firma zur kommerziellen Gewinnung des Ammolit ist Korite International, die seit ihrer Gründung 1979 hauptsächlich in dem Reservat der Kainah arbeitet. Die Gesellschaft zahlt dem Stamm eine Nutzungsgebühr für die von ihr abgebauten Gebiete.
Die Gewinnung geschieht über flache Tagebaue, die mit Baggern ausgehoben werden. Das geförderte Material wird auf seinen möglichen Ammolitgehalt abgesucht. Die Gruben werden auch direkt von Nicht-Angestellten auf an der Oberfläche liegende Ammoliten abgesucht, die anschließend an Korite International verkauft werden. Annähernd fünf Prozent des abgebauten Ammolits sind für die Verarbeitung zu Schmuckstücken geeignet.
Die Ammolitablagerungen sind geschichtet: die oberste dieser Schichten, K-Zone genannt, liegt ca. 15 m unterhalb der Oberfläche und erstreckt sich 30 m in die Tiefe. Der Ammolit innerhalb dieser Schicht ist durch Siderit-Konkretionen umgeben und ist normalerweise zerbrochen, mit einer Menge Ausschuss. Er ist der häufigste und im Allgemeinen am wenigsten wertvolle Ammolit.
Zwanzig Meter tiefer findet sich dann die Blue Zone. In dieser 65 m dicken Schicht ist der Ammolit üblicherweise mit einer dünnen Schicht Pyrit anstatt des Siderits umgeben. Dieser Ammolit bildet hier eher flache Schichten, die weniger zerbrochen sind. Aufgrund dieser besseren Qualität und der wegen der großen Tiefe selteneren Gewinnung ist dieser Ammolit der wertvollste.
Bis 2003 hatte die Korite International nur 30 Acre (etwa 12 ha) der Kainah-Lagerstätte abgebaut. Als Teil ihrer Vereinbarung mit dem Stamm muss die Firma die ausgebeuteten Bereiche wieder auffüllen und sicherstellen, dass die Umwelt nicht dauerhaft nachteilig beeinflusst wird. Die Gesellschaft beschäftigt etwa 60 Personen, die meisten davon sind Kainah, für den Stamm fällt pro Jahr etwa ein Reingewinn von 150.000 bis 200.000 CAD $ ab. Etwa 90 Prozent der Weltjahresproduktion an Ammolit-Schmucksteinen wird hier gewonnen.

## Verwendung als Schmuckstein

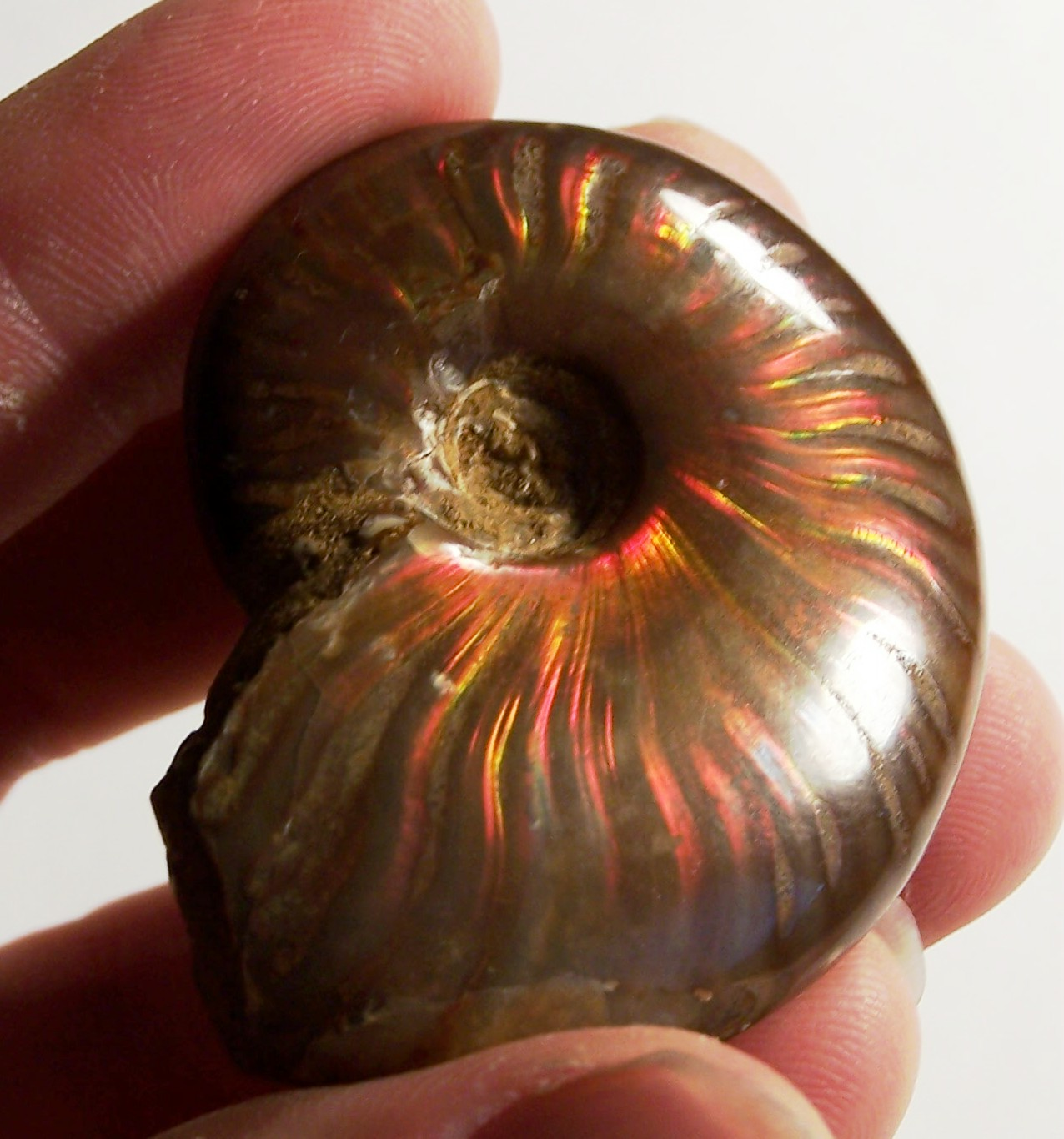
Opaleszierender Ammonit aus Madagaskar

Ammolit gehört mit Bernstein und Perlen zu den biogenen Schmucksteinen. 1981 begann zusammen mit einer Markteinführung des bis dahin recht unbekannten Steins die Gewinnung in einem größeren Tagebau durch die Bergbaugesellschaft Korite International. Im Jahr 2004 wurde Ammolit als amtlicher Edelstein der kanadischen Provinz Alberta ausgezeichnet.
Ammolit wird als der seltenste organische Schmuckstein angesehen. In seinem Rohzustand wird er zu Preisen von 30 bis 65 USD pro Karat (150–325 $/g) gehandelt. Da er weich und empfindlich ist, benötigt er eine spezielle Verarbeitung, die nur wenigen Experten genau bekannt ist. Diese Verarbeitung macht den Stein widerstandsfähiger und farbkräftiger. Außer dem Schneiden in die gewünschten Formen muss der Stein poliert werden, da eine raue Oberfläche das Licht zu sehr streut und daher nur mattere Farben zeigt. Ein Überzug mit einem Harz sorgt für eine Stabilisierung der dünnen Blättchen, in denen Ammolit vorliegt.

### Geschichte
Verglichen mit den meisten anderen Schmucksteinen, hat Ammolit eine kurze Geschichte: Größeres Interesse erzielten die Steine erst in den Siebzigern, nachdem sie 1969 in kleinen Mengen auf den Markt gekommen waren. Der Kainah-Stamm kannte den Stein als Iniskim (Büffelstein) und glaubte lange Zeit, dass der Stein Zauberkräfte besitzt, die bei der Jagd auf Büffel helfen und Büffel anlocken. Außerdem sollte der Stein Heilungskräfte besitzen, so dass die Steine in Zeremonien der Medizinmänner verwendet wurden.
In den späten 1990er Jahren begannen Praktizierende des Feng Shui Ammoliten als einflussreich zu bewerben. Der Stein soll die Macht haben, durch Verbesserung des Flusses der Energie Chi das Wohlbefinden zu steigern und den Körper zu entgiften. Die sogenannte Drachenschuppe (englisch Seven Color Prosperity Stone) soll mit jeder Farbe den Träger in verschiedenen positiven Weisen beeinflussen: eine Kombination aus rubinrot, smaragdgrün und bernsteingelb ist daher stark gesucht, die Farben sollen Wachstum, Weisheit und Gesundheit fördern.
Japan ist der größte Markt für Ammolit. Ein Grund dafür ist die Ersatzfunktion für den zu seltenen schwarzen Opal, der andere ist die Verwendung im Feng Shui. Der zweitwichtigste Markt ist Kanada: Ammolit wird sowohl von Künstlern verwendet, die ihre Kreationen an Touristen im Banff-Nationalpark verkaufen, als auch von Juwelieren. Im Südwesten der USA wird es von den Zuñi und anderen indianischen Kunsthandwerkern verwendet.

### Verarbeitung
Im Unterschied zu Opalen ist Ammolit vollständig mineralisiert und enthält kein Wasser. Daher kann er nicht wie der Opal austrocknen und Risse bilden. Dennoch wird auch Ammolit durch die Umgebung schnell beschädigt. Dies liegt vor allem an seiner geringen Härte. Schon üblicher Staub mit darin enthaltenen winzigen Sandkörnern – der enthaltene Quarz hat Mohshärte 7 – kann Kratzer verursachen. Die Tatsache, dass der Ammolit nur in dünnen, empfindlichen Blättchen vorliegt, verstärkt die Gefahr einer Beschädigung durch Abschuppen der Blättchen.
Nur ein geringer Teil der Ammolite hat eine so hohe Qualität, dass sie außer dem Schneiden und Polieren nicht behandelt werden müssten. Die meisten Steine werden zur Stabilisierung mit Epoxidharz oder anderen synthetischen Harzen vor dem Schneiden imprägniert, damit die empfindliche Ammolitschicht nicht abplatzt. So kann die Bildung neuer Risse verhindert werden, bestehende Risse können jedoch nicht mehr geheilt werden. Außerdem ist der Überzug ein Schutz gegen das Verkratzen. Diese Imprägnierungstechnik wurde über mehrere Jahre von Korite International in Zusammenarbeit mit dem Alberta Research Council entwickelt und erstmals 1989 im Markt eingeführt, wodurch wesentlich mehr Ammolite als Schmucksteine verfügbar sind.

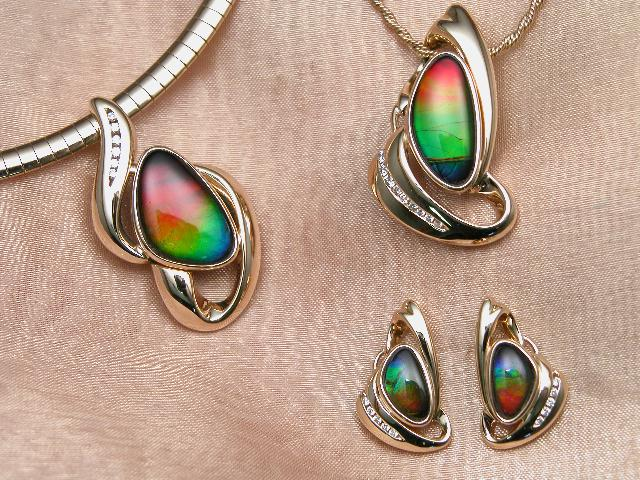
Ammolit-Schmuck von Korite International: Cabochon-Tripletten in 14-karätigem Gold mit Diamanten

Nach dem Polieren ist die Ammolitschicht nur noch 0,1 bis 0,3 mm dick. Nur besonders seltene und wertvolle Ammolite sind noch dick genug, um zusammen mit einer dünnen Schicht (weniger als 1,5 mm) der ursprünglichen Matrix ausreichend stabil zu sein und damit als Schmuckstein verwendet werden zu können. Die meisten Steine dagegen müssen noch stabilisiert werden, indem sie zu Dubletten zusammengesetzt werden. Dabei wird die dünne Ammolitschicht auf einen dunklen, stabilen Träger aufgesetzt. Der Träger kann entweder die dunkle Matrix sein, in welcher der Ammolit üblicherweise eingebettet ist, aber auch schwarzer Onyx oder Glas. Bei besonders dünnen Ammolitschichten werden die Dubletten noch erweitert: auf den Ammolit wird noch eine harte durchsichtige Abdeckung geklebt. Diese üblicherweise konvexe Kappe kann aus synthetischem Spinell, Korund oder Quarz oder auch nur aus Glas bestehen. Eine konvexe Kappe wirkt als Linse und verstärkt den Winkelbereich, in dem das Farbspiel beobachtet werden kann.
Ammolit wird üblicherweise in frei geformten Cabochons gestaltet und in Gold gefasst, Diamanten bilden Akzente. Aufgrund der Empfindlichkeit wird Ammolit idealerweise nur in Anhängern, Ohrringen und Broschen verwendet. Als Ringstein sollte Ammolit nur triplettiert mit einer festen Kappe (beispielsweise Spinell) verwendet werden. Aber auch genügend kleine, komplett polierte Ammoliten werden als Schmuck verwendet. Zur Pflege sollte nur warmes Wasser mit einer milden Seife verwendet werden, Ultraschallbäder können den Stein zerstören.

### Qualitätsbezeichnungen
Die Qualität von Ammoliten, die als Schmucksteine verwendet werden, wird über ein Buchstabensystem von gut AA über A+, A nach schlecht A- bewertet. Dieses System ist jedoch noch nicht standardisiert und einige Verkäufer benutzen eigene Systeme. Diese Einstufung und folglich der Wert eines Ammolit-Edelsteins wird durch die folgenden Kriterien bestimmt:
FarbanzahlAmmolite zeigen eine Vielzahl an Farben, die meisten jedoch nur rot und grün. Blau, purpur oder gelb sind wesentlich seltener, weshalb sie wertvoller sind. Die wertvollsten haben etwa gleiche Anteile von drei Farben oder ein bis zwei helle, gleichmäßige Farben. Weniger wertvoll sind Steine, die überwiegend einen matten Farbton zeigen.
FarbspielUnter verschiedenen Betrachtungswinkeln ändert sich die Farbe des Ammoliten. Bei hochwertigen Steinen ändern sich die Farben in einem weiteren Spektrum. Außerdem ist der Winkelbereich, in dem das Opaleszieren zu beobachten ist, unterschiedlich: Sehr gute Steine zeigen ihr Farbspiel in einem Bereich von 360°, Schlechtere Qualitäten opaleszieren nur in einem begrenzten Winkelbereich von 90° oder weniger.
HelligkeitDie Helligkeit ist im Wesentlichen abhängig davon, wie gut die ehemalige Perlmuttschicht erhalten ist und wie gut die Aragonit-Plättchen geordnet sind. Auch die Politur entscheidet über die Helligkeit.
OberflächeEine glatte, nicht zerrissene Ammolitschicht ist am wertvollsten, Risse mindern den Wert. Die Matrix oder sonstige fremde Mineralien sollten nicht sichtbar sein, so dass breite, ununterbrochene Farbbänder über den Ammoliten laufen können.
VerarbeitungsqualitätDer Wert der Ammoliten hängt weiter von der Qualität der Verarbeitung ab. Je weniger an zusätzlicher Behandlung nötig ist, desto wertvoller sind die Schmucksteine. Der Nachweis, dass die Ammoliten dublettiert oder triplettiert wurden, ist üblicherweise einfach mit einer Lupe zu führen, bei gefassten Steinen kann das jedoch komplizierter sein.

### Imitationen
Ammolit kann weder einfach nachgeahmt werden noch passiert dies häufig. Dagegen wird er selbst als Imitat für den noch wertvolleren schwarzen Opal angeboten. Ähnlichkeiten zeigen jedoch einige andere Stoffe. So zeigt der Labradorit ein bläuliches Opaleszieren. Das Blau und Violett ist allerdings intensiver als das in Ammoliten. Opal-Imitate wie der Slocum Stone zeigen ein Farbspiel in kleineren Flittern. Eine weitere Unterscheidung ist, dass Ammolit selbst opak ist, in den möglichen Imitaten ist das Material eher durchscheinend.
Eine mögliche Nachahmung besteht durch das Perlmutt der Seeohren. Diese bevorzugt grünblau opaleszierende Schnecke ist günstig, da sie massenhaft zum Verzehr gesammelt wird. Die Schalenstruktur ist jedoch markant: geschwungene, blau, grün und rosa opaleszierende Bänder werden durch dunkelbraune Linien aus Conchiolin abgegrenzt. Der Glanz dieses Perlmutts ist eher seidig verglichen mit dem eher glasartigen Glanz polierten Ammolits. Auch die Farben entsprechen einander nicht. Dennoch gibt es Ammolit-Imitate aus gefärbtem Seeohr-Perlmutt dublettiert mit einer Kappe aus synthetischem Quarz. Diese Imitate sind die täuschendsten Nachahmungen und werden auch als Opal-Imitate gefertigt. Unter dem Mikroskop sind aber Ansammlungen des Färbemittels und Luftblasen zwischen Quarz und Perlmutt zu erkennen.